# سندرم پری میسون

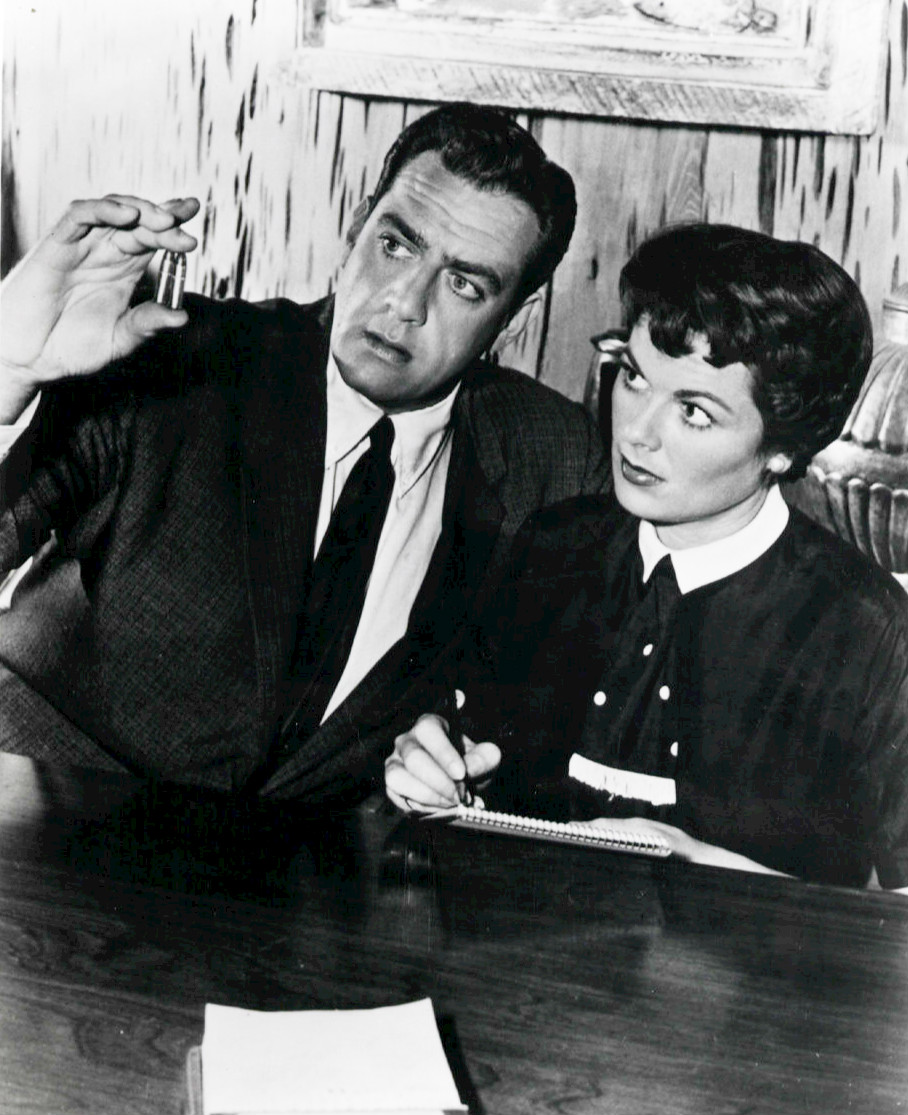
ریموند بر و باربارا هایلی در نقش پری میسون و دلا استریت، در مجموعه تلویزیونی پری میسون

سندرم پری میسون (انگلیسی: Perry Mason syndrome) روشی است که در آن احتمال می‌رود سیستم حقوقی ایالات متحده، هیئت منصفه و متهمان تحت تأثیر چیزی همانند درام جنایی تلویزیونی پری میسون (۱۹۵۷ – ۱۹۶۶) قرار بگیرند.

## قسمتی از سریال پری میسون
در یک اپیزود از پری میسون، سریالی که در شهر لس‌آنجلس می‌گذشت و یکی از شخصیت‌های آن یک وکیل مدافع بود، که در ابتدا از سپتامبر ۱۹۵۷ تا مه ۱۹۶۶ پخش می‌شد. نیمه اول سریال چند نفر از جمله موکل میسون را با انگیزه‌هایی برای قتل یک مقتول به تصویر می‌کشد. پس از این‌که موکل میسون به قتل متهم شد، در طول جلسه محاکمه، میسون بی‌گناهی موکلش را به گونه‌ای دراماتیک و با یافتن قاتل اصلی که کاراکتر دیگری در سریال بود، ثابت کرد. قاتل واقعی در دادگاه به جرم خود اعتراف کرد. او همیشه در جایگاه شاهد حضور داشت.

## هیئت منصفه
سندرم پری میسون ادعا می‌کند که به‌دلیل ساده‌سازی روش‌های محاکمه در درام جنایی پرطرفدار پری میسون، هیئت منصفه‌ای که برنامه را تماشا می‌کردند با تصورات نادرستی در مورد نحوه عملکرد روند قانونی وارد دادگاه می‌شدند. برخی استدلال می‌کنند که سندرم پری میسون اصل برائت متهم را بسیار تقویت می‌کند، درحالی‌که مجرم بودن متهم ممکن است درست باشد. برخی دیگر استدلال می‌کنند که چون شخصیت پری میسون اغلب می‌توانست شاهدان را وادار به اعتراف کند، هیئت‌های منصفه انتظار دارند «لحظه‌های پری میسون» مشابهی در دادگاه‌های واقعی نیز رخ دهد. این امر بار اثبات از دادستان را به دفاع تبدیل می‌کند. در یک مورد، یک هیئت منصفه به وکیل مدافع گفت که هیئت منصفه به محکومیت متهم رأی داده است زیرا شاهد کلیدی دادستان در بازجویی اعتراف نکرده است.

## متهمان
سندرم پری میسون سبب شده است که برخی از متهمان ترجیح دهند در نقش وکیل خود در دادگاه حضور یابند. نمایش ساده محاکمه در سریال‌های تلویزیونی باعث شد که برخی از متهمان جدیت مشکلات خود را دست کم بگیرند. بینندگان ثابت برنامه همچنین ممکن است باور داشته باشند که درک کافی از سیستم حقوقی ایالات متحده به‌دست آورده‌اند و بهتر از یک وکیل می‌توانند از خود دفاع کنند. این تأثیر ممکن است با تمایل رسانه‌های خبری به ساده‌سازی بیش از حد برنامه‌های قضایی تشدید شده باشد.